# 실베인 그러니어
실베인 그러니어(Sylvain Grenier, 1977년 3월 26일 ~ )는 캐나다의 프로레슬링선수다. 키는 184cm 몸무게는 114kg이다.
- WWE 월드 태그팀 챔피언 (구 버전) 4회